# La traviata
La traviata (tiếng Ý: [la traˈvjaːta]) là một vở opera ba màn của Guiseppe Verdi, lời của Francesco Maria Piave, nội dung dựa trên cuốn tiểu thuyết Trà Hoa Nữ (La dame aux Camélias) của Alexandre Dumas, xuất bản năm 1848. Tên "La Traviata" nghĩa đen là "người đàn bà hư hỏng". Lúc đầu vở opera được đặt tên là Violetta theo tên nhân vật chính. Piave và Verdi muốn bắt chước Dumas dàn dựng vở opera vào thời đương đại (thế kỷ 19), nhưng nhà hát La Fenice đề nghị là dựng với bối cảnh thời xưa, quãng năm 1700. Mãi cho tới thập niên 1880 thì mong ước của họ mới được thỏa mãn.

## Lịch sử trình diễn
Buổi công diễn ra mắt ngày 6 tháng 3 năm 1853 ở nhà hát opera La Fenice ở Venice là một thất bại thê thảm. Ngày hôm sau Verdi viết thư cho ông bạn Muzio, lá thư đã trở thành nổi tiếng nhất của ông, rằng "La Traviata hôm qua là một thất bại. Lỗi của tôi hay là lỗi của các ca sĩ đây? Thời gian sẽ trả lời." Lá thư này không những ám chỉ điều mà Verdi đã biết - rằng các ca sĩ, đặc biệt là vai chính giọng soprano không hiểu được âm nhạc và không lột tả được vai diễn, hơn nữa, lá thư này còn biểu lộ lòng tin của Verdi đối với khán thính giả, ông vẫn tin rằng họ biết được thế nào là hay dở, và trong tương lai sẽ nhìn nhận vở opera khác đi.
Sau khi sửa lại sơ sơ vài lần từ 1853 tới tháng 5 năm 1854, ảnh hưởng nhiều nhất lên Hồi 2 và 3, vở opera được trình diễn trở lại ở Venice, lần này ở nhà hát Teatro di San Benedetto.
Ngày 24 tháng 5 năm 1856 vở opera được trình diễn ở nhà hát Her Majesty's Theatre ở Luân Đôn, tiếp theo là mở màn ở New York ngày 3 tháng 12 cùng năm.
Ngày nay, vở opera này rất được yêu thích, và là một trong những vở diễn cốt cán của các nhà hát opera khắp thế giới. Vở này đứng hàng thứ ba trong danh sách các vở opera được trình diễn nhiều nhất ở Bắc Mỹ, sau Madama Butterfly và La bohème.

## Vai

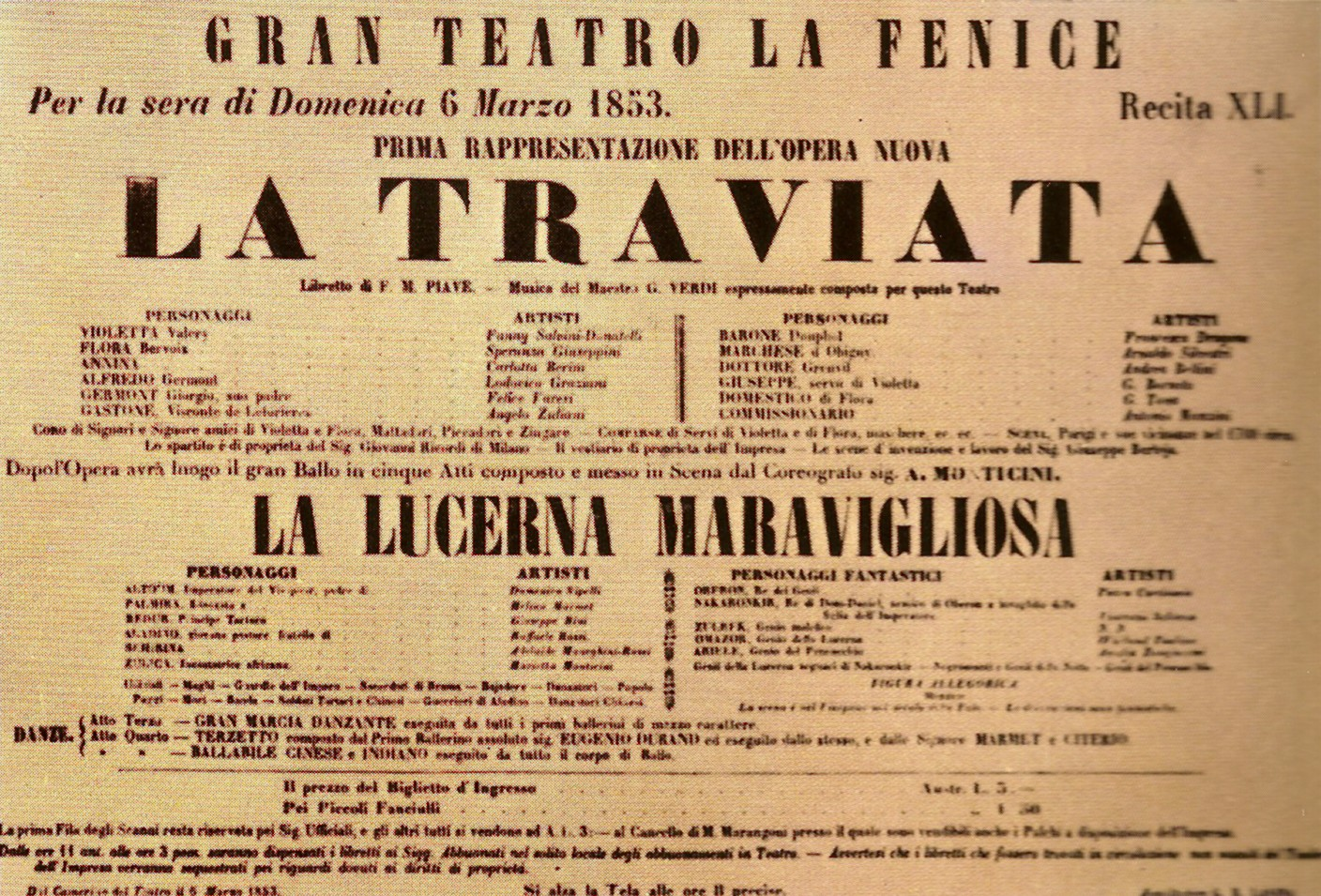
Poster cho lần trình diễn đầu tiên của La traviata

| Vai                                     | Giọng ca      | Ca sĩ trong lần trình diễn đầu tiên 6 tháng 3 năm 1853 (nhạc trưởng Gaetano Mares) |
| --------------------------------------- | ------------- | ---------------------------------------------------------------------------------- |
| Violetta Valéry, một cô kỹ nữ           | soprano       | Fanny Salvini-Donatelli                                                            |
| Alfredo Germont, người yêu của Violetta | tenor         | Ludovico Graziani                                                                  |
| Giorgio Germont, cha của Alfredo        | baritone      | Felice Varesi                                                                      |
| Flora Bervoix, bạn của Violetta         | mezzo-soprano | Speranza Giuseppini                                                                |
| Annina, tì nữ của Violetta              | soprano       | Carlotta Berini                                                                    |
| Gastone, bạn của Alfredo                | tenor         | Angelo Zuliani                                                                     |
| Nam tước Douphol, đối thủ của Alfredo   | baritone      | Francesco Dragone                                                                  |
| Hầu tước d'Obigny                       | bass          | Arnaldo Silvestri                                                                  |
| Bác sĩ Grenvil                          | bass          | Andrea Bellini                                                                     |
| Giuseppe, đầy tớ của Violetta           | tenor         | G. Borsato                                                                         |
| Đầy tớ của Flora                        | bass          | G. Tona                                                                            |
| Người đưa thư                           | bass          | Antonio Mazzini                                                                    |

## Nội dung
Địa điểm: Paris và vùng phụ cận.
Thời điểm: Đầu thế kỉ 18.

### Màn 1
Phòng khách nhà Violetta
Violetta Valéry, một cô kỹ nữ nổi tiếng, tổ chức một bữa tiệc xa hoa ở nhà cô ở Paris để ăn mừng việc cô khỏi bệnh. Bá tước Gastone mang tới một người bạn, nhà quý tộc trẻ Alfredo Germont, người đã thầm yêu Violetta từ lâu. Khi tới buổi gặp mặt, Gastone cho Violetta biết Alfredo yêu cô, và trong khi cô ốm, anh ngày nào cũng đến hỏi thăm. Alfredo gia nhập cuộc chuyện trò và xác nhận lời của Gastone.
Ở bữa tiệc, nam tước Douphol được đề nghị phát biểu uống mừng nhưng ông từ chối. Đám đông đề nghị Alfredo và anh đồng ý hát một bài Brindisi (Alfredo, Violetta, dàn đồng ca: Libiamo ne' lieti calici). 
Trong phòng bên cạnh, dàn nhạc bắt đầu chơi và khách đi sang đó khiêu vũ. Violetta cảm thấy chóng mặt và mời khách qua trước trong khi cô nghỉ một lát để hồi phục. Trong khi khách khiêu vũ ở phòng kế bên, Violetta trông thấy khuôn mặt xanh xao của mình trong gương. Alfredo đi vào, biểu hiện sự quan tâm của anh tới sức khỏe mong manh của cô và tuyên bố tình yêu của anh đối với cô (Alfredo, Violetta: Un dì, felice, eterea). Đầu tiên, cô từ chối anh nhưng có điểm gì đó ở Alfredo lay động đến trái tim cô. Khi anh sắp đi, cô đưa cho anh một bông hoa và bảo anh trở lại khi hoa đã tàn. Cô hứa sẽ gặp anh vào ngày hôm sau.
Sau khi khách ra về, Violetta băn khoăn không biết Alfredo có phải người yêu định mệnh của cô (Violetta: Ah, fors'è lui). Nhưng rồi cô kết luận mình cần tự do để sống lối sống của cô (Violetta: Sempre libera). Từ ngoài sân khấu, có thể nghe thấy tiếng Alfredo hát về tình yêu trong khi anh đi ngoài phố.

### Màn 2
Cảnh 1: Nhà Violetta ở ngoài Paris
Ba tháng sau, Alfredo và Violetta đang sống cùng nhau ở một ngôi nhà nông thôn gần Paris. Violetta yêu Alfredo và từ bỏ hoàn toàn đời sống cũ. Alfredo hát về cuộc sống hạnh phúc của họ (Alfredo: De' miei bollenti spiriti / Il giovanile ardore). Annina, tì nữ của Violetta, trở về từ Paris, và khi Alfredo hỏi, cho anh biết cô đi Paris để bán ngựa, xe, và toàn bộ tài sản của Violetta để chi trả cho cuộc sống của họ ở nông thôn.
Alfredo bị sốc khi biết điều này và đi Paris ngay tức thì để tự giải quyết chuyện tiền bạc. Violetta về nhà và nhận được thư từ bạn cô Flora mời tham dự một bữa tiệc ở Paris tối hôm đó. Cha Alfredo, ông Giorgio Germont, xuất hiện và yêu cầu cô từ bỏ Alfredo. Ông giải thích rằng quan hệ giữa Violetta và Alfredo cản trở hôn ước của con gái ông với người cô yêu (Giorgio: Pura siccome un angelo). Ông cũng có ấn tượng tốt về phẩm chất cao quý của Violetta khi cô thổ lộ tình cảm với Alfredo và tiết lộ việc đã bán hết tài sản của mình. Giorgio nhất quyết cầu xin cô vì lợi ích gia đình ông và Violetta cuối cùng cũng đồng ý (Violetta, Giorgio: Dite alla giovine sì bella e pura).
Violetta viết thư và bảo Annina gửi cho Flora nói cô chấp nhận lời mời dự tiệc. Sau đó, cô đang viết thư tạm biệt Alfredo thì anh bước vào. Cô không kìm nổi nỗi đau và nước mắt cô. Cô lặp đi lặp lại với anh tình yêu của cô (Violetta: Amami, Alfredo, amami quant'io t'amo). Sau đó cô vội vã bỏ đi Paris và trên đường đi, gửi thư tạm biệt cho Alfredo.
Một lát sau, Alfredo nhận được thư và ngay khi anh vừa đọc xong, ông Giorgio trở lại và cố gắng an ủi anh, nhắc nhở anh về gia đình ở Provence (Giorgio: Di Provenza il mar, il suol chi dal cor ti cancellò?). Alfredo nghi ngờ nam tước Douphol là nguyên nhân dẫn đến việc Violetta bỏ đi. Anh tìm ra thư mời dự tiệc và nó càng củng cố nghi ngờ của anh. Anh quyết tâm đi gặp Violetta ở tiệc. Giorgio cố gắng ngăn cản anh, nhưng anh lao ra ngoài.
Cảnh 2: Tiệc ở nhà Flora

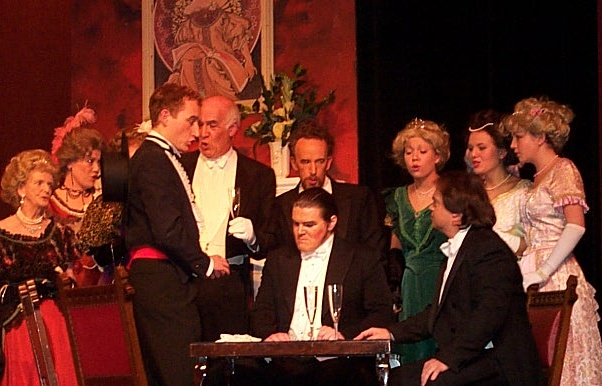
Màn 2, cảnh 2 từ lần dàn dựng năm 2004 của Fife Opera

Tại bữa tiệc, hầu tước cho Flora biết Violetta và Alfredo đã bỏ nhau, khiến tất cả mọi người đều ngạc nhiên. Cô gọi các nghệ sĩ vào để biểu diễn cho khách (hợp xướng: Noi siamo zingarelle venute da lontano; Di Madride noi siam mattadori). Gastone và các bạn anh cùng hát với các matador (Gastone, hợp xướng, vũ công: È Piquillo un bel gagliardo Biscaglino mattador).
Violetta tới tiệc cùng nam tước Douphol. Họ gặp Alfredo ở bàn đánh bạc. Khi thấy họ, Alfredo lớn tiếng tuyên bố anh sẽ đưa Violetta về nhà cùng anh. Nam tước thấy khó chịu và gia nhập bàn đánh bạc để đánh với anh. Alfredo liên tục thắng lớn cho tới khi Flora tuyên bố bữa ăn đã sẵn sàng. Alfredo dời bàn với rất nhiều tiền.
Khi mọi người dời phòng, Violetta yêu cầu Alfredo gặp cô. Sợ rằng sự tức giận của nam tước có thể dẫn tới việc ông thách đấu Alfredo, cô yêu cầu Alfredo đi về. Alfredo hiểu nhầm nỗi lo của cô và yêu cầu cô tuyên bố cô yêu nam tước. Trong nỗi đau cô thực hiện việc đó. Alfredo tức giận và gọi khách khứa vào chứng kiến điều anh sắp nói (Questa donna conoscete?). Anh hạ nhục Violetta trước mặt mọi người và ném tiền thắng cược của anh để trả cho dịch vụ của cô cho anh. Violetta bất tỉnh gục xuống sàn. Mọi người khiển trách Alfredo: "Di donne ignobile insultatore, di qua allontanati, ne desti orror!".
Đúng lúc đó, Giorgio đi vào và lên án hành vi của con ông (Giorgio, Alfredo, Violetta, chorus: Di sprezzo degno sè stesso rende chi pur nell'ira la donna offende.).
Flora và các cô gái cố gắng thuyết phục Violetta rời phòng nhưng Violetta quay sang Alfredo: Alfredo, Alfredo, di questo core non puoi comprendere tutto l'amore....

### Màn 3
Phòng ngủ của Violetta
Bác sĩ Grenvil cho Annina biết Violetta không còn sống được lâu vì bệnh lao của cô đã xấu đi. Một mình trong phòng, Violetta đọc thư của cha Alfredo cho cô biết nam tước chỉ bị thương trong cuộc đấu với Alfredo, ông đã cho Alfredo biết sự hi sinh của cô cho anh và cho em gái anh, và anh sẽ quay về nhanh chóng để xin sự tha thứ của cô. Tuy nhiên, Violetta cảm thấy đã quá muộn (Violetta: Addio, del passato bei sogni ridenti).
Annina chạy vào phòng cho Violetta biết Alfredo đã đến. Họ được đoàn tụ và Alfredo đề xuất họ cùng rời Paris (Alfredo, Violetta: Parigi, o cara, noi lasceremo).
Tuy nhiên, lúc này đã quá muộn: Violetta nhận thấy thời gian của cô đã hết (Alfredo, Violetta: Gran Dio!...morir sì giovane). Cha Alfredo đi vào cùng bác sĩ, và ông rất hối hận về việc mình làm. Sau khi hát với Alfredo, Violetta bỗng nhiên sống dậy, tuyên bố nỗi đau của cô đã biến mất. Ngay sau đó, cô chết trong vòng tay của Alfredo.